# Associazione Calcio Fiorentina 1931-1932
Questa voce raccoglie le informazioni riguardanti l'Associazione Calcio Fiorentina nelle competizioni ufficiali della stagione 1931-1932.

## Stagione

Pedro Petrone.

Al debutto in Serie A, la Fiorentina intervenne sul mercato allo scopo di colmare il dislivello tecnico con squadre di alto calibro quali Juventus, Genova, Ambrosiana, Bologna e Roma. Furono ingaggiati il difensore della Triestina Gazzari, i mediani Bigogno (Legnano) e Pitto, che arrivò dal Bologna con l'attaccante Busini e l'allenatore Felsner, oltre al patavino Prendato. Il centravanti fu individuato nell'uruguaiano, già campione del mondo, Pedro Petrone, soprannominato l'Artillero.

Fasi di gioco nella gara con il Milan

Il primo torneo della Fiorentina in massima serie si concluse con un buon quarto posto finale; questa fu inoltre la prima stagione in cui la squadra disputò le proprie gare interne allo Stadio Giovanni Berta, voluto dal presidente Ridolfi per sostituire l'impianto di via Bellini e costruito su progetto dell'architetto Pier Luigi Nervi presso Campo di Marte.
Pedro Petrone diventa capocannoniere del torneo, con 25 reti.

## Divise
| 1ª divisa |

## Organigramma societario
Area direttiva
- Presidente: Luigi Ridolfi Vay da Verrazzano

Area tecnica
- Allenatore: Hermann Felsner

## Rosa
| N. |                   | Ruolo | Calciatore       |
| -- | ----------------- | ----- | ---------------- |
|    | Italia (bandiera) | P     | Bruno Ballante   |
|    | Italia (bandiera) | P     | Bruno Venturini  |
|    | Italia (bandiera) | D     | Lorenzo Gazzari  |
|    | Italia (bandiera) | D     | Renzo Magli      |
|    | Italia (bandiera) | D     | Renato Vignolini |
|    | Italia (bandiera) | C     | Giuseppe Bigogno |
|    | Italia (bandiera) | C     | Antonio Bonesini |
|    | Italia (bandiera) | C     | Bruno Neri       |
|    | Italia (bandiera) | C     | Alfredo Pitto    |
|    | Italia (bandiera) | C     | Mario Pizziolo   |

| N. |                    | Ruolo | Calciatore              |
| -- | ------------------ | ----- | ----------------------- |
|    | Italia (bandiera)  | A     | Fortunato Baldinotti    |
|    | Italia (bandiera)  | A     | Antonio Busini (III)    |
|    | Italia (bandiera)  | A     | Giovanni Chiecchi (III) |
|    | Italia (bandiera)  | A     | Giuseppe Galluzzi       |
|    | Italia (bandiera)  | C     | Andrea Gregar (I)       |
|    | Italia (bandiera)  | A     | Pilade Luchetti         |
|    | Uruguay (bandiera) | A     | Pedro Petrone           |
|    | Italia (bandiera)  | A     | Gastone Prendato        |
|    | Italia (bandiera)  | A     | Raffaele Rivolo         |

## Risultati

### Serie A

#### Girone d'andata
| Arbitro: | Mastellari (Bologna) |

|              |           |              |
| Magnozzi 19’ | Marcatori | 75’ Prendato |

| Arbitro: | Gonani (Ravenna) |

|                         |           |              |
| Petrone 7’ Prendato 84’ | Marcatori | 62’ Maffioli |

| Arbitro: | Carraro (Padova) |

|             |           |           |
| Spósito 57’ | Marcatori | 22’ Pitto |

| Arbitro: | Mattea (Torino) |

|              |           |                                     |
| Galluzzi 55’ | Marcatori | 32’ Baldi 62’ Reguzzoni 88’ Fedullo |

| Arbitro: | Gama (Milano) |

|                            |           |             |
| Castellani 24’ Vollono 44’ | Marcatori | 69’ Bigogno |

| Arbitro: | Bertoli (Vicenza) |

|                                                    |           |                             |
| Busini III 21’ Prendato 47’ Petrone 57’ Rivolo 65’ | Marcatori | 61’ Rossetti II 75’ Cabrini |

| Arbitro: | Scorzoni (Bologna) |

|                  |           |  |
| Petrone 26’, 78’ | Marcatori |  |

| Arbitro: | Caironi (Milano) |

|  |           |                  |
|  | Marcatori | 52’, 80’ Petrone |

| Arbitro: | Barlassina (Novara) |

|                                     |           |         |
| Rivolo 22’ Prendato 38’ Petrone 73’ | Marcatori | 5’ Volk |

| Arbitro: | Melandri (Cairo Montenotte) |

|            |           |          |
| Meazza 30’ | Marcatori | 27’ Neri |

| Arbitro: | Turbiani (Ferrara) |

|           |           |  |
| Pitto 52’ | Marcatori |  |

| Arbitro: | Lenti (Genova) |

|                       |           |                 |
| Borel I 12’, 57’, 76’ | Marcatori | 1’, 71’ Petrone |

| Arbitro: | Biancone (Roma) |

|            |           |  |
| Rivolo 51’ | Marcatori |  |

| Arbitro: | Mazzarini (Roma) |

|                |           |  |
| Scagliotti 44’ | Marcatori |  |

| Arbitro: | Rovida (Milano) |

|                |           |                |
| Scaramelli 47’ | Marcatori | 34’ Busini III |

| Arbitro: | Scarpi (Dolo) |

|                          |           |              |
| Prendato 77’ Petrone 82’ | Marcatori | 40’ Bisigato |

| Arbitro: | Guarnieri (Milano) |

|              |           |                   |
| Prendato 87’ | Marcatori | 12’, 88’ Munerati |

#### Girone di ritorno
| Arbitro: | Carraro (Padova) |

|                                |           |  |
| Prendato 28’, 31’ Galluzzi 86’ | Marcatori |  |

| Arbitro: | Barlassina (Novara) |

|  |           |            |
|  | Marcatori | 21’ Rivolo |

| Arbitro: | Mattea (Torino) |

|                 |           |                    |
| Petrone 2’, 54’ | Marcatori | 1’, 44’ Banchero I |

| Arbitro: | Melandri (Cairo Montenotte) |

|                            |           |             |
| Reguzzoni 76’ Schiavio 84’ | Marcatori | 44’ Petrone |

| Arbitro: | Ciamberlini (Sampierdarena) |

|             |           |  |
| Petrone 13’ | Marcatori |  |

| Arbitro: | Mastellari (Bologna) |

|            |           |  |
| Silano 19’ | Marcatori |  |

| Arbitro: | Scarpi (Dolo) |

|                |           |  |
| Fantoni II 17’ | Marcatori |  |

| Arbitro: | Carraro (Padova) |

|                          |           |  |
| Petrone 20’ Galluzzi 71’ | Marcatori |  |

| Arbitro: | Lenti (Genova) |

|                   |           |                    |
| Chini Ludueña 47’ | Marcatori | 33’ (rig.) Petrone |

| Arbitro: | Carraro (Padova) |

|                                |           |  |
| Galluzzi 14’ Bonesini 72’, 77’ | Marcatori |  |

| Arbitro: | Sassi (Roma) |

|  |           |                       |
|  | Marcatori | 43’, 65’, 75’ Petrone |

| Arbitro: | U. Gama (Milano) |

|                                         |           |             |
| Petrone 25’ Pitto 35’ Galluzzi 56’, 75’ | Marcatori | 42’ Borel I |

| Arbitro: | Scarpi (Dolo) |

|               |           |  |
| Ardissone 20’ | Marcatori |  |

| Arbitro: | Biancone (Roma) |

|  |           |                |
|  | Marcatori | 65’ Scagliotti |

| Arbitro: | Carraro (Padova) |

|                                          |           |  |
| Petrone 2’, 51’, 65’, 67’ Busini III 25’ | Marcatori |  |

| Arbitro: | Mattea (Torino) |

|                                |           |  |
| Rossini 30’, 71’ Massiglia 48’ | Marcatori |  |

| Arbitro: | Quilleri (Brescia) |

|                                 |           |                         |
| Orsi 21’ (rig.) Varglien II 54’ | Marcatori | 3’ Petrone 23’ Galluzzi |

## Statistiche

### Statistiche di squadra
| Competizione | Punti | In casa | In casa | In casa | In casa | In casa | In casa | In trasferta | In trasferta | In trasferta | In trasferta | In trasferta | In trasferta | Totale | Totale | Totale | Totale | Totale | Totale | DR  |
| Competizione | Punti | G       | V       | N       | P       | Gf      | Gs      | G            | V            | N            | P            | Gf           | Gs           | G      | V      | N      | P      | Gf     | Gs     | DR  |
| ------------ | ----- | ------- | ------- | ------- | ------- | ------- | ------- | ------------ | ------------ | ------------ | ------------ | ------------ | ------------ | ------ | ------ | ------ | ------ | ------ | ------ | --- |
| Serie A      | 39    | 17      | 13      | 1       | 3       | 37      | 14      | 17           | 3            | 6            | 8            | 17           | 21           | 34     | 16     | 7      | 11     | 54     | 35     | +19 |

### Statistiche dei giocatori[3]
| Giocatore         | Serie A  | Serie A |
| Giocatore         | Presenze | Reti    |
| ----------------- | -------- | ------- |
| F. Baldinotti     | 2        | 0       |
| B. Ballante       | 33       | -?      |
| G. Bigogno        | 32       | 1       |
| A. Bonesini       | 8        | 2       |
| A. Busini (III)   | 34       | 3       |
| G. Chiecchi (III) | 3        | 0       |
| G. Galluzzi       | 32       | 7       |
| L. Gazzari        | 34       | 0       |
| A. Gregar (I)     | 3        | 0       |
| P. Luchetti       | 7        | 0       |
| R. Magli          | 13       | 0       |
| B. Neri           | 23       | 1       |
| P. Petrone        | 27       | 25      |
| A. Pitto          | 18       | 3       |
| M. Pizziolo       | 28       | 0       |
| G. Prendato       | 21       | 8       |
| R. Rivolo         | 34       | 4       |
| B. Venturini      | 1        | -?      |
| R. Vignolini      | 22       | 0       |